# Myosotis arnoldii
Myosotis arnoldii är en strävbladig växtart som beskrevs av Lucy Beatrice Moore. Myosotis arnoldii ingår i släktet förgätmigejer, och familjen strävbladiga växter. Inga underarter finns listade i Catalogue of Life.